# Kràsna Slobodà
Kràsna Slobodà (en (ucraïnès): Красна Слобода) és un poble de la República Autònoma de Crimea a Ucraïna, que el 2014 tenia 138 habitants. Pertany al districte de Bilogorsk.